# پوبدا (کامنوموستسکویه)
پوبدا (به لاتین: Pobeda) یک منطقهٔ مسکونی در روسیه است که در آدیغیه واقع شده‌است.